# Antonio Oneto
Antonio Juan Santiago Oneto (Chiavari, Italia, abril de 1826 - Puerto Deseado, junio de 1885), marino argentino de origen italiano, que contribuyó a la colonización de la actual provincia de Chubut y fundó la ciudad patagónica de Puerto Deseado.

## Biografía
Estudió la carrera naval en Génova y se recibió de capitán de ultramar. En su juventud viajó por distintos países del mundo, incluidos varios de América Latina.
Llegó a Buenos Aires a fines de 1868, donde comenzó a planear la fundación de la empresa naval “Ítalo Argentina”. Logró el apoyo de grandes inversores, como Iturraspe, Llavallol e Iraola, y mandó construir y traer de Gran Bretaña tres vapores. Tres años duró la empresa, que terminó quebrando.
Desde 1873 se dedicó a la navegación en la costa de la Patagonia. En diciembre de 1875 fue nombrado comisario de colonización de las colonias galesas del Chubut, y fue el encargado de deslinde y venta de tierras a los colonos. Realizó su trabajo de forma satisfactoria para los galeses, que lo abrumaron con muestras de agradecimiento. Levantó un extenso informe sobre la situación de los colonos galeses, que ya eran más de setecientos cincuenta, de los cuales cincuenta nativos. También informó del desarrollo de la ganadería, y recomendó la cría ovina, que solo se desarrollaría a partir de 1880, en parte gracias a él.
En 1878 se le ordenó fundar una escuela en la zona, la primera en que se utilizaría el castellano. A los galeses no les interesaba una educación que no fuera en su lengua, de modo que llevó a la escuela a los hijos de los indígenas tehuelches de la zona. También ayudó al padre José Fagnano a organizar la misión salesiana de Carmen de Patagones. Intentó fundar una reducción de tehuelches en la Península Valdés, y una de mapuches en el sudeste de Río Negro.
Dejó el cargo a fines de 1879, en la época de la campaña al desierto de Roca.
En 1883 fue enviado a explorar el valle del río Deseado; inició sus tareas en mayo, y poco después envió a Buenos Aires un informe recomendando fundar una colonia en la ría del Deseado, donde se había fundado una delegación naval cuatro años antes.
A fines de ese mismo año de 1883, Oneto fue nombrado comandante de la colonia del Deseado. Viajó a Buenos Aires, donde esperaba reunir veinticinco familias y algunas decenas de obreros; logró embarcarse con veinte personas (cinco familias) y ocho carpinteros.
Los colonos llegaron en julio y se disgregaron desordenadamente en el estuario del río, viviendo sin orden alguna y comiendo únicamente mejillones. El ganado, especialmente ovejas y caballos, llegó en abril siguiente, conducido por los soldados enviados desde Viedma por el gobernador Lorenzo Vintter. Recién en ese momento, la colonia comenzó a desarrollarse económica y socialmente, iniciándose en ese momento la verdadera fundación de la actual ciudad de Puerto Deseado. Solo cuando estuvo seguro de la continuidad económica de la población, Oneto distribuyó las tierras y los materiales de construcción entre los habitantes.
Enfermo de pulmonía, Oneto falleció en Puerto Deseado en junio de 1885, justo antes de la declaración oficial de la fundación de la Colonia Ganadera Puerto Deseado.
Unos pocos meses después, el nuevo gobernador del Territorio Nacional de Santa Cruz, Ramón Lista, ordenó despoblar la Colonia y retirar las instalaciones navales y policiales. En 1887, un decreto del presidente Miguel Juárez Celman ratificaba esa orden. La gran mayoría de los pobladores se negaron a abandonar Puerto Deseado, que a principios del siglo XX comenzó a crecer aceleradamente como centro ganadero. Hoy es un importante centro pesquero y se está desarrollando como destino turístico.